# سسک گلوسفید کوچک
سسک گلوسفید کوچک (نام علمی: Sylvia curruca) نام یک گونه از سرده سسک معمولی است.